# Genlisea lobata
Genlisea lobata là một loài thực vật có hoa thuộc chi Genlisea, là loài bản địa của Brasil.